# Manuel Turizo
Manuel Turizo Zapata (n. 12 aprilie 2000, Montería⁠(d), Columbia), cunoscut sub numele de MTZ, este un cântăreț columbian (genul reggaeton). 
Este cunoscut și pentru faptul că este fratele lui Julián  Turizo, care l-a făcut cunoscut și i-a extins cariera în America Latină, precum și în țări europene ca Spania. Până în iunie 2017, videoclipul oficial al melodiei Una Lady Como Tú a ajuns la un miliard de vizualizări pe YouTube.  Pe 23 august 2019, a lansat primul său album ADN, alături de colaborări de la Zion y Lennox, Noriel, Ozuna, Nicky Jam, Sech și Anuel AA, ADN a ajuns pe locul opt pe Billboard Hot Latin.